# 村井信平

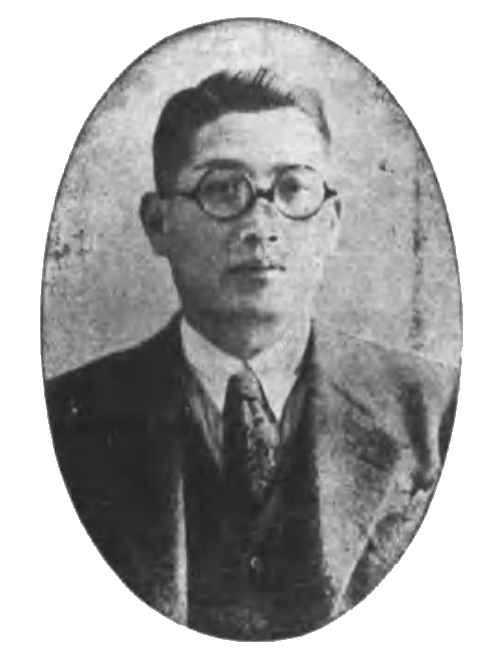
村井信平

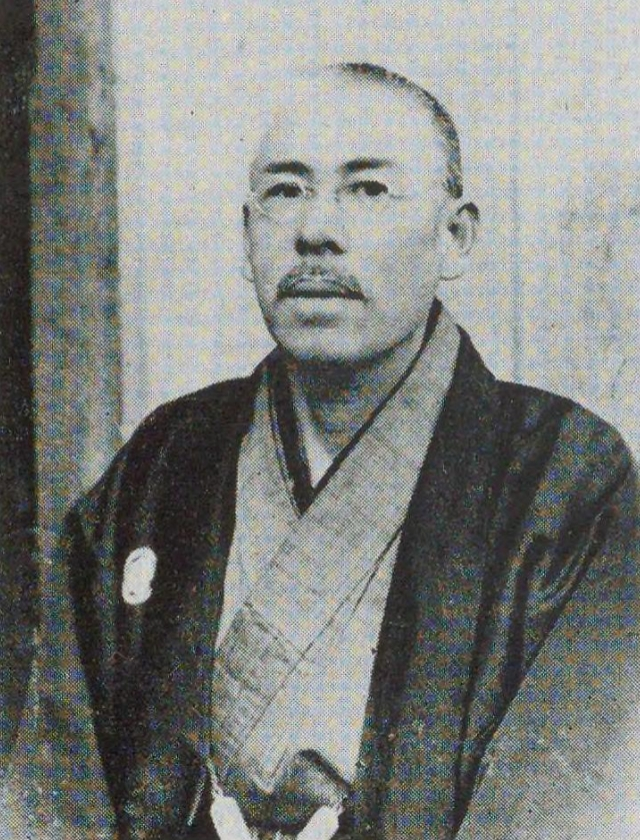
村井源兵衛

村井 信平（むらい しんぺい、1883年11月 - 1969年3月24日）は岩手県釜石出身の機械技術者。父は日本近代製鉄の原点とも言える釜石鉱山田中製鉄所をその立ち上げ時から支えた村井源兵衛であり、信平自らも明治・大正・昭和にかけて父と同じ釜石製鉄所に長く勤めた。第十四期・釜石町会議員。

## 経歴
村井信平は日本で3番目に鉄道が走った釜石の地で1883年（明治16年）11月に生まれた。父・源兵衛は1875年（明治8年）17歳の時に工部省鉱山局の釜石支局に採用され、1880年（明治13年）9月より同地で稼働した日本初の官営製鉄所でも働いたが、操業開始から実働わずか97日で現場は頓挫。1882年3月に再開するもやはり上手くいかず、政府は1883年（明治16年）に製鉄所廃止の判断を下した。同時に鉱山及び鉄道も廃止となり、機関車は北海道炭鉱鉄道に買い取られる。源兵衛は鉄道技師の松井三郎について北海道にわたり車両の整備などを手伝った。その後、東京の田中長兵衛が製鉄所と鉱山を引き受けてその再建を計る事となり、釜石に番頭格の横山久太郎を送り込むと、源兵衛は経験者として横山に見込まれ機械設備主任となった。同じく釜石出身で官営製鉄所でも共に働いた高橋亦助も高炉操業主任として横山を補佐、長い困難の末の1886年（明治19年）10月16日、49回目の挑戦にしてついに連続出銑。成功に至る。
翌1887年（明治20年）には政府より設備等の正式な払い下げを受けて釜石鉱山田中製鉄所が発足。父・源兵衛は所長に任じられた横山久太郎、そして高橋亦助らと共に日本唯一の近代式製鉄所を支えた。1894年（明治27年）には国内初のコークス銑の出銑に成功し、その初湯で山神社の扁額を鋳造。扁額の右に書かれた「明治二十七年十一月」は源兵衛の文字である。また製鉄所には従業員の生活のため鉄瓶や鍋釜などを造る鋳物場があったが、源兵衛はそこの技術指導にもあたり、その腕前から鋳物の神様と呼ばれていたという。
製鉄所の社宅で育った信平はその後、書生として東京の田中長兵衛邸に住み込み、東京府立第四中学校を経て東京高等工業学校の機械科に進学。端艇部で汗を流し1908年（明治41年）に卒業した。故郷に戻り技師として父と同じ釜石製鉄所に入ると、田中、三井、日鉄と母体の会社が変わっても31年間にわたり変わらず勤め続け、釜石製鉄所の生き字引と呼ばれた。
1933年（昭和8年）5月には三鬼隆らと共に釜石製鉄所真道会の推薦を受け、釜石町会議員選挙に出馬し当選。この2ヶ月前に起きて甚大な津波被害をもたらした昭和三陸地震の災害復旧に尽力した。製鉄所での役職は製鋼課、圧延課の課長などを歴任し、1937年（昭和12年）2月には新設された動力課長に任命されている。1938年（昭和13年）に退職すると、その後は室蘭製鋼所に2年、東京本社に6年勤め、第二次大戦の戦災で焼け出されたため戦後は故郷釜石へ戻った。後年、初代・田中長兵衛の孫に当たる横山康吉より依頼され「田中時代の零れ話」を執筆。晩年は当時富士製鉄で社内報を担当していた半澤周三のもとを度々訪れては往時のことを色々と語ったという。信平は1969年（昭和44年）3月24日に満85才で永眠した。
長男・壽郎（寿郎）は数学を得意とし、第一早稲田高等学院を経て1942年（昭和17年）に早稲田大学理工学部機械工学科を卒業。日本製鋼所の横浜製作所に勤めた。日本機械学会準会員。信平は妻・益子との間に壽郎のほか長女・好子、二男・達男、二女・磨志子の二男二女をもうけた。

## 余談
慶應義塾長として著名な小泉信三は釜石製鉄所所長を務めた横山久太郎の長男・長次郎の義兄にあたり、その縁で小泉はたびたび釜石へ遊びに来ていた。当時釜石 - 室蘭間は製鉄所で使う石炭を運ぶため田中家所有のゲルト号という汽船で定期運航が行われており、信平は学生時代のある夏休みに、慶應義塾予科学生でテニス部のキャプテンだった4つ年下の小泉と2人で釜石港からこの汽船に乗り北海道室蘭へ遊覧している。難所として知られる下北半島尻屋崎沖で荒天に見舞われた際には、船酔いで参っていた信平に対し、小泉はしっかり食事もとって船酔いに強いところを見せた。
また信平がすでに釜石製鉄所を退職し東京に住んでいた1945年（昭和20年）。戦災で家が丸焼けとなり困りはてた信平の妻が釜石時代の同胞であり当時日本製鉄界の重鎮となっていた三鬼隆の家へ相談に行ったところ、「それは知らなかった」と家じゅうから掻き集めた相当な額の現金を渡された。嬉しいやら驚くやらで信平は三鬼の親切心に涙したという。

## 著書
- 『田中時代の零れ話』（私家本）1955年10月 - 岩手県立図書館所蔵